# Кириллово (Порховский район)
Кириллово — деревня в Порховском районе Псковской области. Входит в состав сельского поселения «Славковская волость».
Расположена на юге района, в 46 км к юго-западу от райцентра Порхова.
Численность населения деревни на 2000 год составляла 16 жителей.